# Karl Friedrich Wilhelm Hasselbach
Karl Friedrich Wilhelm Hasselbach, född den 22 september 1781 i Anklam, död den 29 juni 1864 i Grünhof, var en tysk historiker och gymnasielärare.